# کریستابل بیلنبرگ
کریستابل بیلن برگ (انگلیسی: Christabel Bielenberg; ۱۸ ژوئن ۱۹۰۹ – ۲ نوامبر ۲۰۰۳) نویسنده اهل بریتانیا بود.